# Paulding County (Georgia)
Paulding County is een county in de Amerikaanse staat Georgia.
De county heeft een landoppervlakte van 812 km² en telt 81.678 inwoners (volkstelling 2000). De hoofdplaats is Dallas.